# 윌리시 라메
윌리시 장 외젠 라메(프랑스어: Ulrich Jean Eugène Ramé, 1972년 9월 19일, 페이 드 라 루아르 지방 낭트 ~)는 프랑스의 전직 프로 축구 선수로, 현역 시절 골키퍼로 활약했다.
20년에 걸쳐 프로 선수로 활약하던 시절, 그는 주로 보르도에서 주로 활약했고,(14시즌) 공식 경기에 500번 넘게 출전하며 6번의 주요 대회 우승을 거두었다.
프랑스 국가대표로도 4년을 활약한 라메는 유로 2000에서 자국을 대표로 참가했다.

## 클럽 경력
낭트 출신인 라메는 앙제에서 프로 무대를 처음 경험했는데, 1993-94 시즌에 1부 리그 첫 경기를 치렀지만, 그 시즌 말에 강등되었다. 2년 후, 메-네-루아르 연고의 구단은 한 단계 아래로 강등되었지만, 라메는 한 시즌 뒤에 보르도와 계약하여 1부 리그 무대로 복귀했다.
보르도에서의 1년차에 23번의 경기에 출전하며, 소속 구단이 5위라는 준수한 성적을 거두게 도왔고, 1998년에는 쿠프 드 라 리그 결승전에 올려놓았으며, 라메는 빠르게 보르도의 붙박이 주전 수문장이 되었다. 그는 소속 구단이 10년 간격으로 2차례 리그 정상에 올려놓았고, 그 외에도 3번의 쿠프 드 라 리그를 우승했다.
2009-10 시즌, 세드리크 카라소가 합류하면서, 37세 노장 골키퍼 라메는 후보로 밀려났다. 2011년 6월, 지롱드파(Girondins) 소속으로 모든 대회를 통틀어 520번의 경기를 출전한 그는 리그 2 무대의 스당으로 이적했다.

## 국가대표팀 경력
라메는 1999년 6월 9일, 1-0으로 이긴 안도라와의 유로 2000 예선전 경기에서 처음 출전했다. 그는 해당 대회의 본선에 발탁되어, 리그 우승의 순간을 함께했다. 베르나르 라마가 삼색마크를 반납하면서, 그는 2순위 골키퍼로 서열이 올랐다.
라메는 2001년 컨페더레이션스컵에서 3경기를 출전해 프랑스의 대회 우승에 공헌했다. 그는 2002년 월드컵에서 다시 후보로 참가했는데, 앞의 두 대회 모두 대한민국에서 열렸다. 그러나, 2003년 2월 12일에 체코와의 경기에서 실책을 범하면서 자크 상티니 감독의 눈밖에 나 다시 국가대표팀에 차출되지 않게 되었다.

## 경력 통계
| 구단        | 시즌      | 리그              | 리그 | 리그 | 컵   | 컵 | 대륙 | 대륙 | 합계 | 합계 |
| 구단        | 시즌      | 리그명            | 출장 | 골   | 출장 | 골 | 출장 | 골   | 출장 | 골   |
| ----------- | --------- | ----------------- | ---- | ---- | ---- | -- | ---- | ---- | ---- | ---- |
| 앙제        | 1993–94   | 디비시옹 1        | 2    | 0    | –    | –  | –    | –    | 2    | 0    |
| 앙제        | 1994–95   | 디비시옹 2        | 9    | 0    | 1    | 0  | –    | –    | 10   | 0    |
| 앙제        | 1995–96   | 디비시옹 2        | 28   | 0    | 2    | 0  | –    | –    | 30   | 0    |
| 앙제        | 1996–97   | 샹피오나 나시오날 | 35   | 0    | 1    | 0  | –    | –    | 36   | 0    |
| 앙제        | 합계      | 합계              | 74   | 0    | 4    | 0  | 0    | 0    | 78   | 0    |
| 보르도      | 1997–98   | 디비시옹 1        | 23   | 0    | 6    | 0  | 2    | 0    | 31   | 0    |
| 보르도      | 1998–99   | 디비시옹 1        | 32   | 0    | 1    | 0  | 8    | 0    | 41   | 0    |
| 보르도      | 1999–00   | 디비시옹 1        | 34   | 0    | 7    | 0  | 11   | 0    | 52   | 0    |
| 보르도      | 2000–01   | 디비시옹 1        | 34   | 0    | 4    | 0  | 6    | 0    | 44   | 0    |
| 보르도      | 2001–02   | 디비시옹 1        | 34   | 0    | 1    | 0  | 5    | 0    | 40   | 0    |
| 보르도      | 2002–03   | 리그 1            | 28   | 0    | 4    | 0  | 6    | 0    | 38   | 0    |
| 보르도      | 2003–04   | 리그 1            | 35   | 0    | 3    | 0  | 10   | 0    | 48   | 0    |
| 보르도      | 2004–05   | 리그 1            | 37   | 0    | 1    | 0  | –    | –    | 38   | 0    |
| 보르도      | 2005–06   | 리그 1            | 35   | 0    | 4    | 0  | –    | –    | 39   | 0    |
| 보르도      | 2006–07   | 리그 1            | 38   | 0    | 6    | 0  | 8    | 0    | 52   | 0    |
| 보르도      | 2007–08   | 리그 1            | 36   | 0    | 5    | 0  | 7    | 0    | 48   | 0    |
| 보르도      | 2008–09   | 리그 1            | 26   | 0    | –    | –  | 5    | 0    | 31   | 0    |
| 보르도      | 2009–10   | 리그 1            | 10   | 0    | 6    | 0  | 2    | 0    | 18   | 0    |
| 보르도      | 2010–11   | 리그 1            | 4    | 0    | –    | –  | –    | –    | 4    | 0    |
| 보르도      | 합계      | 합계              | 406  | 0    | 48   | 0  | 70   | 0    | 524  | 0    |
| 스당 아르덴 | 2011–12   | 리그 2            | 32   | 0    | 3    | 0  | –    | –    | 35   | 0    |
| 스당 아르덴 | 2012–13   | 리그 2            | 14   | 0    | –    | –  | –    | –    | 14   | 0    |
| 스당 아르덴 | 합계      | 합계              | 46   | 0    | 3    | 0  | 0    | 0    | 49   | 0    |
| 경력 합계   | 경력 합계 | 경력 합계         | 526  | 0    | 55   | 0  | 70   | 0    | 651  | 0    |

1. ↑  쿠프 드 프랑스 및 쿠프 드 라 리그 출장 경기 기록 포함.
2. ↑  챔피언스리그 및 UEFA컵 출장 경기 기록 포함.

## 감독 통계
2016년 5월 14일 기준
| 구단   | 취임            | 해임            | 기록 | 기록 | 기록 | 기록 | 기록 | 기록 | 기록 | 기록  |
| 구단   | 취임            | 해임            | 전   | 승   | 무   | 패   | 득   | 실   | 차   | 율    |
| ------ | --------------- | --------------- | ---- | ---- | ---- | ---- | ---- | ---- | ---- | ----- |
| 보르도 | 2016년 3월 14일 | 2016년 5월 27일 | 7    | 3    | 2    | 2    | 11   | 8    | +3   | 42.86 |
| 합계   | 합계            | 합계            | 7    | 3    | 2    | 2    | 11   | 8    | +3   | 42.86 |

## 수상
보르도
- 디비시옹 1 / 리그 1: 1998–99, 2008–09[3]
- 쿠프 드 라 리그:
  - 우승: 2001–02, 2006–07, 2008–09
  - 준우승: 1997–98, 2009–10
- 트로페 데 샹피옹
  - 우승: 2008, 2009;[4][5]
  - 준우승: 1999

프랑스
- 유럽 선수권 대회: 2000
- 컨페더레이션스컵: 2001

## 참고
A. ^  국제 축구 연맹 올스타 경기 1경기 출전 포함.